# Drosophila microlabis (artundergrupp)
Drosophila microlabis är en artundergrupp som innehåller två arter. Artundergruppen ingår i släktet Drosophila, undersläktet Sophophora och artgruppen Drosophila obscura.
Arterna inom artundergruppen har hittats i Kenya på hög höjd, på en altitud mellan 2200 och 2500 m ö.h. Detta liknar andra arter inom artgruppen Drosophila obscura som finns lika långt söderut i andra delar av världen.

## Lista över arter i artundergruppen
- Drosophila kitumensis
- Drosophila microlabis